# Norrskedika

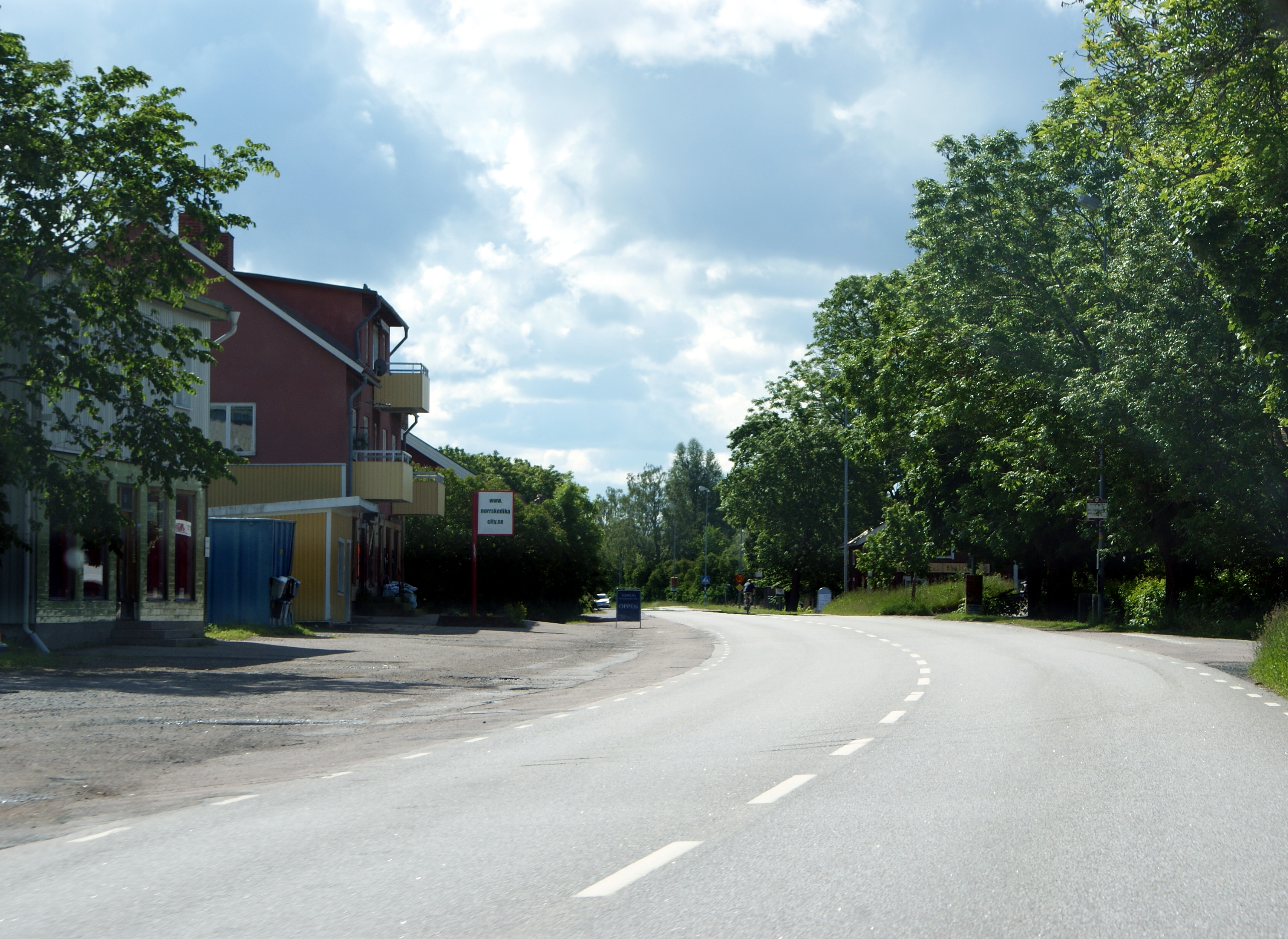

Norrskedika is een plaats in de gemeente Östhammar in het landschap Uppland en de provincie Uppsala län in Zweden. De plaats heeft 223 inwoners (2005) en een oppervlakte van 62 hectare.